# Trio normand
Le Trio normand est une course cycliste française disputée en contre-la-montre par équipes de trois coureurs autour de Lillebonne (Seine-Maritime), en Normandie. Elle est organisée en fin de saison par l'USL Vélo Club Lillebonnais, peu de temps après le Duo normand. L'épreuve masculine fait partie du calendrier national de la Fédération française de cyclisme.
En 2018, la compétition fête sa 31e édition.

## Palmarès

### Élites Hommes
| Année     | Vainqueur                                                   | Deuxième                                                   | Troisième                                              |
| --------- | ----------------------------------------------------------- | ---------------------------------------------------------- | ------------------------------------------------------ |
| 1985      | Richard Vivien Fabrice Taillefer Thierry Bonvoisin          |                                                            |                                                        |
| 1986-1987 | ?                                                           | ?                                                          | ?                                                      |
| 1988      | Vincent Barteau Philippe Bouvatier Thierry Marie            | Éric Macret Pascal Pfinder Jean-Michel Chemin              | Jean-Michel Avril Pascal Lemaître Branton Wild         |
| 1989      | Philippe Bouvatier Roland Le Clerc Joël Pelier              |                                                            |                                                        |
| 1990      | Camille Coualan Didier Faivre-Pierret Jean-Louis Harel      |                                                            |                                                        |
| 1991      | Philippe Gaumont Laurent Roux Pascal Pfinder                | Dominique Arnould Jean-Claude Bagot Christophe Lavainne    | Franck Alaphilippe ? ?                                 |
| 1993      | Camille Coualan Didier Faivre-Pierret Jean-Louis Harel      | Jean-François Anti Christophe Paulvé ?                     | Jacky Durand Dante Rezze Laurent Brochard              |
| 1994      | Jean-Louis Harel Éric Salvetat Jean-Michel Lance            | Jacques Coualan Philippe Bresset Stéphane Colas            | Philippe Adam Denis Dugouchet Mickaël Lemardelé        |
| 1995      | Eddy Seigneur Thierry Gouvenou François Lemarchand          | Emmanuel Magnien Laurent Desbiens Philippe Gaumont         | Franck Bouyer Benoît Salmon Stéphane Petilleau         |
| 1996      | Christian Blanchard Christophe Barbier Philippe Mauduit     | Pierre-Henri Menthéour Christophe Thébault Nicolas Dumont  | Jean-Louis Harel Éric Salvetat Grégoire Balland        |
| 1997      | Grégory Barbier Walter Bénéteau Christian Blanchard         | Jean-Louis Harel Jean-Michel Lance Jean-Charles Martin     | Reynald Bos Cédric Loué Veddie Mony                    |
| 1998      | Christian Blanchard Franck Renier Mickaël Pichon            | Marek Leśniewski Alexandre Chouffe Emmanuel Bonnot         | Benoît Legrix Cédric Loué Gérard Picard                |
| 1999      | Frédéric Lecrosnier Artūras Trumpauskas Stéphane Délimauges | László Bodrogi Raphaël Jeune Ludovic Turpin                | Nicolas Dumont Éric Drubay Martial Locatelli           |
| 2000      | Youri Deliens Chris Deckers ?                               | David Bréard Andrius Zaleskis Fabrice Parent               | Sébastien Fouré Denis Dugouchet Jérôme Gadbled         |
| 2003      | Sylvain Anquetil Gaylord Cumont Cyrille Prisé               | Riadh Baatout Éric Macret Nicolas Vermeulen                | Grégory Barteau Emmanuel Fontaine Julien Le Nahédic    |
| 2004      | Camille Bouquet David Le Lay Romain Fondard                 | Frédéric Lecrosnier Vincent Cantero Denis Robin            | Pierrick Leclerc Mickaël Malle Julien Brodin           |
| 2005      | Dimitri Champion Yoann Offredo Stéphane Rossetto            | Charles Guilbert David Le Lay Stéphane Pétilleau           | Stéphane Cougé Mickaël Leveau Franck Vermeulen         |
| 2006      | David Le Lay Noan Lelarge Stéphane Pétilleau                | Yoann Offredo Stéphane Rossetto Alexandre Roux             | Frédéric Lubach Stéphane Cougé Franck Vermeulen        |
| 2007      | Yann Pivois Charles Guilbert Noan Lelarge                   | Stéphane Rossetto Alexis Bodiot Yoann Offredo              | Jérôme Frémin Gaylord Cumont Alexandre Bosquain        |
| 2008      | Nicolas Edet Benoît Jarrier Samuel Plouhinec                | Piotr Zieliński Gaël Malacarne Antoine Dalibard            | Alexis Bodiot Peter Brouzes Stéphane Rossetto          |
| 2009      | Florian Morizot Niels Brouzes Tony Gallopin                 | Stéphane Rossetto Benoît Daeninck Matthieu Converset       | Guillaume Malle Tomasz Olejnik Jérôme Frémin           |
| 2010      | Nicolas Giulia Franck Vermeulen Christopher De Souza        | Jean-Simon Carré Julien Duval Florent Gougeard             | David Boutville Florian Taillefer Thibault Huché       |
| 2011      | Mathieu Simon Albain Cormier Stéphane Rossetto              | Freddy Bichot Kévin Denis Franck Vermeulen                 | Mathieu Cloarec Fabien Schmidt Erwan Téguel            |
| 2012      | Benoît Daeninck Alexandre Gratiot Stéphane Rossetto         | Gaylord Cumont Benoît Jarrier Franck Vermeulen             | Alo Jakin David Boutville Cyrille Patoux               |
| 2013      | Benoît Daeninck Alexandre Gratiot Vadim Deslandes           | David Boutville Arnaud Descamps Alexandre Lemair           | Cédric Delaplace Emmanuel Kéo Kévin Lesellier          |
| 2014      | Jérémy Leveau Dylan Kowalski Arnaud Descamps                | Cyrille Patoux David Boutville Édouard Louyest             | Florian Taillefer Christopher De Souza Kévin Lalouette |
| 2015      | Romain Bacon Jules Pijourlet Louis Pijourlet                | Hugo Bouguet Kévin Lalouette Pierre Lebreton               | Corentin Ermenault Vincent Ginelli Jérémy Lecroq       |
| 2016      | Erwan Brenterch Dylan Kowalski Christopher Piry             | Romain Bacon Benoît Daeninck Corentin Ermenault            | Pierre Lebreton Thomas Oustry Damian Wild              |
| 2017      | Romain Bacon Samuel Leroux Kévin Lalouette                  | Maxime Cam Maxime Le Lavandier Stuart Balfour              | Baptiste Bleier Hugo Bouguet Nicolas Durand            |
| 2018,     | Enzo Anti Matis Louvel Anthony Macron                       | Sven Broekaart Harry Sweering Stefan van Spengen           | Christopher Piry Risto Raid Hugo Roussel               |
| 2019      | Enzo Anti Dylan Kowalski Jordan Levasseur                   | Cédric Delaplace Damian Wild Julien Jamot                  | Matéo Carlot Alexis Duvivier Hugo Roussel              |
| 2020      | Romain Bacon Sébastien Havot Julian Lino                    | Enzo Anti Kévin Vauquelin Hugo Toumire                     | Kévin Avoine Conn McDunphy Étienne Delimauges          |
| 2021      | Hugo Toumire Kévin Vauquelin Florian Pardon                 | Loïc Chopier Pierre Lebreton Clément Patat                 |                                                        |
| 2022      | Matéo Carlot Sébastien Havot Jason Oosthuizen               | Florian Maitre Guillaume Monmasson Mathias Ribeiro Da Cruz | Mavric Beaune Julien Dujardin Pierre Lebreton          |

### Femmes
| Année | Vainqueur                                         | Deuxième                                             | Troisième |
| ----- | ------------------------------------------------- | ---------------------------------------------------- | --------- |
| 2010  | Oriane Niay Justine Macret Duval                  | Annick Gibeaux Marie-Elisabeth Hauchard Le Gout      |           |
| 2011  | Christelle Balleux Justine Macret Eugénie Duval   | Angélique Goron Élise Raulline Pascaline Bidard      |           |
| 2013  | Noémie Patrikeff Céline Chicot Laura Joutel       | Estelle Meersman Michelle Feix Martine Renaux        |           |
| 2014  | Bénédicte Lepine Pauline Payen Michèle Feix       |                                                      |           |
| 2015  | Gladys Verhulst Margot Richez Émilie Jamme        | Laurence Lessard Virginie Pains Isabelle Caillebotte |           |
| 2016  | Élodie Dusart Tatiana Blin Marion Sicot           | Laurence Lessard Alizée Lebigre Alexandra Fauvel     |           |
| 2018, | Laura Silande Cylia Brard Coralie Moreau          |                                                      |           |
| 2019  | Léa Lerille Lauren Cahoreau Annabelle Odièvre     |                                                      |           |
| 2022  | Christine Louvel Marie Henin Charlotte Ben Mimoun | Marion Canno Aurélie Le Rossignol Élise Lambert      |           |

### Espoirs
| Année     | Vainqueur                                         | Deuxième                                            | Troisième                                             |
| --------- | ------------------------------------------------- | --------------------------------------------------- | ----------------------------------------------------- |
| 2008      | Alexis Bodiot Peter Brouzes Stéphane Rossetto     |                                                     |                                                       |
| 2009-2010 | ?                                                 | ?                                                   | ?                                                     |
| 2011      | Mathieu Cloarec Fabien Schmidt Erwan Téguel       | Alexandre Defretin Clément Penven Alexandre Gratiot | Thibault Huché Christopher De Souza Florian Taillefer |
| 2012      | Julien Duval Alexis Gougeard Clément Saint-Martin | Thibault Huché Rudy Kowalski Florian Taillefer      | Romain Delatot Ludwig Laffillé Pierre Garson          |
| 2013      | Marc Fournier Anthony Turgis Jimmy Turgis         |                                                     |                                                       |
| 2014      | Jérémy Leveau Dylan Kowalski Arnaud Descamps      | Marc Fournier Vincent Ginelli Jérémy Lecroq         | Thomas Houlette Jonathan Chemineau Simon Vaubrun      |
| 2020      | Enzo Anti Kévin Vauquelin Hugo Toumire            | Kévin Avoine Conn McDunphy Étienne Delimauges       | Titouan Favennec Thibault Lavenant Guerand Le Pennec  |

### Juniors
| Année | Vainqueur                                            | Deuxième                                             | Troisième                                          |
| ----- | ---------------------------------------------------- | ---------------------------------------------------- | -------------------------------------------------- |
| 2007  | Anthony Delaplace Fabien Taillefer Dimitri Le Boulch |                                                      |                                                    |
| 2008  | ?                                                    | ?                                                    | ?                                                  |
| 2009  | Romain Delatot Jimmy Turgis Benoît Pinto             | Florian Legrandois Loïc Chetout Nicolas Dulot        | Emmanuel Kéo Enzo Hollville Aurélien Callewaert    |
| 2010  | Florian Bouleux Alexis Gougeard Ohko Shimizu         | Simon Poisson Joris Baclet Cédric Delaplace          | Pierre Le Pottier Julian Levasseur Kévin Lesellier |
| 2011  | Kévin Lesellier Émilien Raulline Marc Fournier       | Pierre-Mary Caudron Nicolas Castelot Anthony Cowley  | Cédric Legrandois Simon Henry Grégoire Belaize     |
| 2012  | Cédric Legrandois Simon Henry Grégoire Belaize       | Axel Le Her Nicolas Castelot Hugo Bouguet            | Pierre Couturier Alexis Mouchard Téo Leduey        |
| 2013  | Hugo Bouguet Florian Leroyer Jordan Levasseur        | Jonathan Chemineau Frédéric Porc Simon Vaubrun       | Aurélien Cofflard Adrien Garel Vincent Ginelli     |
| 2014  | Florian Leroyer Luc Moulin Thomas Oustry             | Geoffroy Becret Louis Richard Luis Jadelly           | Thibault Boisset Emmanuel Salles Nicolas Prodhomme |
| 2015  | Luc Moulin Marc Moulin Thomas Oustry                 | Florian Heymans Esteban Robert Florian Van Snick     | Samuel Kergaravat Harold Boquet François Lemancel  |
| 2016  | Pierre Couvigny Axel Glaudin Lucas Pilleul           | Matis Louvel Hugo Roussel Mathieu Warre              | Quentin Khelfat Brian Leseur Hugo Bleuse           |
| 2017  | Matéo Carlot Pierre Couvigny Hugo Roussel            | Corentin Hélin Gratien Savalle Aurélien Sautreuil    | Thomas Detournay Anthony Langlois Pierre Le Touze  |
| 2018, | Florian Pardon Clément Petit Alexis Duvivier         | Matéo Carlot Augustin Chivot Florian Dubois Ferrary  | Florian Dejoye Étienne Délimauges Léandre Midlet   |
| 2019  | Lucas Lecrosnier Thibault Josset Baptiste Truffaut   | Guillaume Boitrel Quentin Boulleux Gauthier Mouchard | Hans Cumont Marc Bequet Mathias Leclerc            |
| 2021  | Nathan Levasseur Roméo Dehaan Matthieu Bailleul      |                                                      |                                                    |
| 2022  | Clément Delabarre Lévi Matifas Mathieu Renaudin      | Thibaut Gloaguen Samuel Lebreton Enzo Tirel          | Aélig Barre Robin Tanguy Zeng Yi-wei               |

### 2eet3ecatégories

#### 2ecatégorie
| Année | Vainqueur                                            | Deuxième                                      | Troisième                                    |
| ----- | ---------------------------------------------------- | --------------------------------------------- | -------------------------------------------- |
| 2009  | Olivier Duranel Thierry Duranel Vincent Duranel      | Alexis Damourette Fabrice Camel Jérémy Dubos  | Guillaume Deforges David Honoré Adrien Louet |
| 2010  | Benjamin Audoux Bertrand Delaire Bastien Mérienne    | Vincent Lasalle Stéphane Brice Grégory Schott | Sylvain Goulard Hadrien Louet Jérémy Roynard |
| 2011  | Benjamin Audoux Nicolas Gant Samuel Renaux           |                                               |                                              |
| 2012  | Alexandre Leroux Thomas Petruzzella Stéphane Legrand | Benoît Boulangue Jérémy Roynard Thomas Robin  | Benjamin Audoux Samuel Renaux Fabrice Camel  |

#### 3ecatégorie
| Année | Vainqueur                                            | Deuxième                                         | Troisième                                     |
| ----- | ---------------------------------------------------- | ------------------------------------------------ | --------------------------------------------- |
| 2009  | Nicolas Darche Stéphane Brice Vincent Lasalle        | David Allais Romain Cantelou Yoann Maillard      | Vincent Buquet Boubila Olivier Ouf            |
| 2010  | Thomas Petruzzella Le Roux Pinto                     | Vigneux Olivier Derquenne Frette                 | Florent Delorme Guillaume Buquet Pois         |
| 2011  | Guillaume Desforges Martin Gauchet Aurélien Lemaitre |                                                  |                                               |
| 2012  | Julien Strebel Jérôme Marie Thomas Houlette          | Sébastien Tesson Arnaud Hardy Allan Rialland     |                                               |
| 2016  | Maxime Dam Luc Moulin Marc Moulin                    | Damien Letellier Jérôme Collinet Benjamin Audoux | Judicaël Marie Arnaud Merlinat Julien Froment |

#### Scratch2eet3ecatégories
| Année | Vainqueur                                          | Deuxième                                            | Troisième                                       |
| ----- | -------------------------------------------------- | --------------------------------------------------- | ----------------------------------------------- |
| 2013  | Thomas Houlette Julien Strébel Thomas Guy          | Benjamin Audoux Samuel Renaux Nicolas Gand          | Damien Letellier Olivier Ouf Jérôme Collinet    |
| 2014  | Samuel Kergaravat Louis Maloigne Alexandre Marie   | Thomas Houlette Jonathan Chemineau Simon Vaubrun    | Benjamin Audoux Nicolas Pena Samuel Renaux      |
| 2015  | Thomas Hillion Guillaume Deschamps Anthony Le Duey | Ludovic Merlier Teddy Marchand Aurélien Sébire      | Arnaud Anquetil Nicolas Pena Benjamin Audoux    |
| 2017  | Maxime Dam Luc Moulin Marc Moulin                  | Florian Bouleux Corentin Tueur Alexandre Reniéville | Roman Hervieu Aurélien Riquier Pierre Salve     |
| 2018  | Maxime Dam Luc Moulin Marc Moulin                  | Joffrey Laurent Brian Lesueur Axel Glaudin          | Roman Hervieu Philippe Lozet Émeric Legoy       |
| 2019  | Adrien Meslé Geoffrey Laurent Nathan Blampain      | Benjamin Audoux Roman Hervieu Damien Letellier      | Émeric Louvel Simon Mallet Nicolas Martin       |
| 2022  | Alex Louvel Emil Morin Damien Angot                | Nathan Blanpain Romain Desblaches Leung Ting Wai    | Mattéo Borelli Mathias Chodan Gauthier Mouchard |

### Départementaux
| Année | Vainqueur                                            | Deuxième                                                 | Troisième                                            |
| ----- | ---------------------------------------------------- | -------------------------------------------------------- | ---------------------------------------------------- |
| 2011  | Jérôme Leleu Pascal Leleu Olivier Clatot             | J.-Pierre Grouazel David Vaslot Jérôme Châtel            | Bertrand Delaire Dany Amouret Laurent Delaunay       |
| 2012  | Nicolas Lebis Martin Gauchet Antoine Marcosz         | Arnaud Pardon Stéphane Brice Yannick Ampoulié            | Dany Amouret Gaylor Greaume Laurent Delaunay         |
| 2013  | Gaylor Greaume Laurent Delaunay Dany Amouret         | Arnaud Pardon Philippe Daugeard Jérôme Duvivier          | Sébastien Abraham Antoine Cressy Florent Levasseur   |
| 2014  | Teddy Marchand Samuel Taillefer Didier Taillefer     | Vincent Soulet Patrick Rifflet Dimitri Poret             | Julien Le Nahédic Emmanuel Fontaine Arnaud Anquetil  |
| 2015  | Laurent Delaunay Florent Levasseur Fabrice His       | Fabrice Camel Jérôme Lefebvre Florent Hennequez          | Nathan Blanpain Adrien Pigne Steven Spiewack         |
| 2016  | Jean-Philippe Meret Didier Barre Philippe Corvaisier | Julien Biville Florent Levasseur Maxime Michel           | Dany Amouret Laurent Delaunay Christophe Favey       |
| 2017  | Florent Levasseur Julien Biville Maxime Michel       | Florian Bloquel Julian Paget Jean-Charles Arson          | Yoann Cramoisan Adrien Pigne Lucas Lebreton          |
| 2018  | Mathieu Pitard Christophe Favet Laurent Delaunay     | Sébastien Letourneur Kévin Grindel Maxime Bernays        | Yoann Cramoisan Adrien Pigne Aboubacar Touré         |
| 2019  | Laurent Delaunay Fabrice Loscun Florent Levasseur    | Alexis Lukasiewicz Olivier Leroux Edgar Dumortier        | Clément Gabarret Nicolas Lenepveu Stéphane Madeleine |
| 2020  | Corentin Bloquel Florian Bloquel Maxime Michel       | Julien Biville Florent Levasseur Laurent Delaunay        | Alexis Lukasiewicz Olivier Leroux Edgard Dumortier   |
| 2022  | Benoît Hanse Thierry Lebeau Ludwig Lehnen            | Frédéric Authouard Frédéric Coste Patrick Pligersdorffer | Laurent Delaunay Florent Levasseur Fabrice Loscun    |

### Cadets
| Année | Vainqueur                                           | Deuxième                                                    | Troisième                                       |
| ----- | --------------------------------------------------- | ----------------------------------------------------------- | ----------------------------------------------- |
| 2012  | Maxime Dame Louis Gréboval Florian Leroyer          | Charles-Antoine Dourlens Pierre Haudiquet Jean-Lou Watrelot |                                                 |
| 2013  | Valentin Boulay Matthys Lechevalier Pierre Gouvenou | Tanguy Turgis Matthieu Legrand Rémi Marcoux                 | Thibault Boisset Charly Fortin Emmanuel Salles  |
| 2014  | Théo Colanges Corentin Leclerc Corentin Tueur       | Charly Fortin Robin Hebert Simon Verger                     | Grégoire Bachelet Lucas Lebreton Loïc Sorel     |
| 2015  | Émilien Delabruyère Simon Mallet Théo Prigent       | Wilfried Leroux Bastien Lebeaut Mathis Blot                 | Clément Dallet Gratien Savalle Bastien Hauchard |
| 2016  | Benjamin Douay Marc Bequet Corentin Leroyer         | Lucien Ramon Théo Van Kesteren Anthony Mottier              | Nicolas Cacheleux Eliot Lekhal Antonin Petrel   |
| 2017  | Augustin Chivot Lucien Ramon Anthony Mothier        | Marc Bequet Benjamin Douay Florian Hautot                   | Maxence Thorlet Alexandre Francome Léo Pietras  |
| 2018, | Ugo Delot Julien Fraudeau Valentin Lierville        | Alexis Billot Enzo Casper Edgar Engels                      | Kiri Shinoharan Mattéo Borelli Quentin Bouleux  |
| 2019  | Toby Chatonnet Corentin Bautrait Enzo Ménager       | Kiri Shinohara Matteo Borelli Thibault David                | Emil Morin Bastien Manfray Maël Feix            |
| 2020  | Samuel Lebreton Fabien Bonne Enzo Tirel             |                                                             |                                                 |

### Minimes
| Année | Vainqueur                                         | Deuxième                                     | Troisième                                           |
| ----- | ------------------------------------------------- | -------------------------------------------- | --------------------------------------------------- |
| 2014  | Florian Le Creps Florian Pardon Alexis Duvivier   | Paul Sapin Nicolas Valle Alban Breuilly      | Thomas Detournay Pierre Follenfant Anthony Langlois |
| 2015  | Hugo Toumire Nicolas Debris Théo Savalle          | Guillaume Hole Yohann Simon Nathan David     | Marc Becquet Enzo Borelli Léonie Lebreton           |
| 2016  | Benjamin Cornu Martin Desmortreux Alexandre Rohée | Quentin Bouleux Enzo Borrelli Louis Lacaille |                                                     |
| 2017  | Mattéo Borelli Mathias Chodan Lukas Ortie         | Lucas Lebourg Alexandre Louvel Luka Pétrel   | Toby Chatonnet Nolan Hamdini Killian Petit          |
| 2018, | Florian Délimauges Jules Engels Raphaël Sauvé     | Louka Lesueur Levi Matifas Achille Bernier   |                                                     |
| 2019  | Samuel Lebreton Diego Decorde-Kroon Fabien Bonne  | Gabin Becq Nino Bonne Enzo Calvo-Ebran       |                                                     |
| 2020  | Diego Decorde Enzo Calvo-Ebran Gabin Becq         | Baptiste Saura Tom Auvray Martin Levillain   | Nino Bonne Julien Bouteiller Amaury Kher            |

### Mixte
| Année | Vainqueur                                       | Deuxième                                          | Troisième                                           |
| ----- | ----------------------------------------------- | ------------------------------------------------- | --------------------------------------------------- |
| 2016  | Pascal Sausaye Bénédicte Lépine Stéphane Lépine | Solène Poirier Denis Dugouchet Loïc Heurtevent    | Stéphane Guilloux Christophe Leclerc Céline Levitre |
| 2017  | Pascal Sausaye Bénédicte Lépine Stéphane Lépine | Stéphane Guilloux Olivier Tampigny Céline Levitre | Noémie Patrikeff Michel Gautier                     |
| 2018  | Élodie Lecanu André Petipas Jérémy Dubos        | Bénédicte Lépine Stéphane Lépine Pascal Saussaye  | Sandrine Favey Jean-Luc Poulain Gaëlle Frébert      |
| 2019  | Arnaud Gilles Arnaud Perquia Anaïs Gravelais    | Christophe Leclerc Loïc Langrume Céline Levitre   | Mickaël Lamant Vincent Vuylsteke Véronique Leclerc  |

### Non-licenciés
| Année | Vainqueur                                       | Deuxième                                            | Troisième                                        |
| ----- | ----------------------------------------------- | --------------------------------------------------- | ------------------------------------------------ |
| 2017  | Léo Roussel Loïc Henneré Bastien Gressier       | Sébastien Hocdé Robin Malec Benoît Cavelier         | Cédric Dossemon Sébastien Falaise Philippe David |
| 2018  | Christophe Delafosse Éric Pillon Steve Dutertre | Dominique Couturier Pierre Couturier Mickaël Lamant | Thomas Detournay Anthony Langlois Sébastien Mare |
| 2019  | Antonin Le Lostec Tom Brulin Dorian Peltier     | Dominique Thys Bruno Lerouge Hervé Lamy             | Pierre Follenfant David Roussel Raphaël Roussel  |